# Thuxton
Thuxton – wieś w Anglii, w hrabstwie Norfolk, w dystrykcie Breckland. Leży 21 km na zachód od Norwich i 146 km na północny wschód od Londynu.